# Séries éliminatoires de la Coupe Stanley 1930
Année précédente Année suivante
Les séries éliminatoires de la Coupe Stanley 1930 font suite à la saison 1929-1930 de la Ligue nationale de hockey. Les Canadiens de Montréal remportent la Coupe Stanley après avoir battu en finale les Bruins de Boston en 2 matches.

## Tableau récapitulatif
|  | Quarts de finale       | Quarts de finale       | Quarts de finale      | Quarts de finale      |                       |                       | Demi-finales          | Demi-finales          | Demi-finales          | Demi-finales          |  |  | Finale         | Finale         | Finale         | Finale         |
|  |                        |                        |                       |                       |                       |                       |                       |                       |                       |                       |  |  |                |                |                |                |
|  |                        |                        |                       |                       |                       |                       | 20, 22, 25 et 27 mars | 20, 22, 25 et 27 mars | 20, 22, 25 et 27 mars | 20, 22, 25 et 27 mars |  |  | 1er et 3 avril | 1er et 3 avril | 1er et 3 avril | 1er et 3 avril |
|  |                        |                        |                       |                       |                       |                       | 20, 22, 25 et 27 mars | 20, 22, 25 et 27 mars | 20, 22, 25 et 27 mars | 20, 22, 25 et 27 mars |  |  | 1er et 3 avril | 1er et 3 avril | 1er et 3 avril | 1er et 3 avril |
|  |                        |                        |                       |                       |                       |                       | 20, 22, 25 et 27 mars | 20, 22, 25 et 27 mars | 20, 22, 25 et 27 mars | 20, 22, 25 et 27 mars |  |  | 1er et 3 avril | 1er et 3 avril | 1er et 3 avril | 1er et 3 avril |
|  |                        |                        |                       |                       |                       |                       | 20, 22, 25 et 27 mars | 20, 22, 25 et 27 mars | 20, 22, 25 et 27 mars | 20, 22, 25 et 27 mars |  |  | 1er et 3 avril | 1er et 3 avril | 1er et 3 avril | 1er et 3 avril |
|  |                        |                        |                       |                       |                       |                       | 20, 22, 25 et 27 mars | 20, 22, 25 et 27 mars | 20, 22, 25 et 27 mars | 20, 22, 25 et 27 mars |  |  | 1er et 3 avril | 1er et 3 avril | 1er et 3 avril | 1er et 3 avril |
|  | Maroons de Montréal    | Maroons de Montréal    | 1                     | 1                     |                       |                       |                       |                       |                       |                       |  |  | 1er et 3 avril | 1er et 3 avril | 1er et 3 avril | 1er et 3 avril |
|  | Maroons de Montréal    | Maroons de Montréal    | 1                     | 1                     |                       |                       |                       |                       |                       |                       |  |  | 1er et 3 avril | 1er et 3 avril | 1er et 3 avril | 1er et 3 avril |
|  |                        |                        | Bruins de Boston      | Bruins de Boston      | 3                     | 3                     |                       |                       |                       |                       |  |  | 1er et 3 avril | 1er et 3 avril | 1er et 3 avril | 1er et 3 avril |
|  |                        |                        |                       |                       | 3                     | 3                     |                       |                       |                       |                       |  |  | 1er et 3 avril | 1er et 3 avril | 1er et 3 avril | 1er et 3 avril |
|  |                        | 28 et 30 mars          |                       |                       |                       |                       |                       |                       |                       |                       |  |  | 1er et 3 avril | 1er et 3 avril | 1er et 3 avril | 1er et 3 avril |
|  |                        |                        |                       |                       |                       |                       |                       |                       |                       |                       |  |  | 1er et 3 avril | 1er et 3 avril | 1er et 3 avril | 1er et 3 avril |
|  | Bruins de Boston       | Bruins de Boston       | 0                     | 0                     |                       |                       |                       |                       |                       |                       |  |  |                |                |                |                |
|  | Bruins de Boston       | Bruins de Boston       | 0                     | 0                     | 23 et 26 mars         |                       |                       |                       |                       |                       |  |  |                |                |                |                |
|  |                        |                        | Canadiens de Montréal | Canadiens de Montréal | 2                     | 2                     |                       |                       |                       |                       |  |  |                |                |                |                |
|  | Black Hawks de Chicago | Black Hawks de Chicago | Canadiens de Montréal | Canadiens de Montréal | 2                     | 2                     | 2                     | 2                     |                       |                       |  |  |                |                |                |                |
|  | Black Hawks de Chicago | Black Hawks de Chicago |                       |                       |                       |                       |                       |                       |                       |                       |  |  |                |                |                |                |
|  | Canadiens de Montréal  | Canadiens de Montréal  | 3                     | 3                     |                       |                       |                       |                       |                       |                       |  |  |                |                |                |                |
|  | Canadiens de Montréal  | Canadiens de Montréal  | 3                     | 3                     | Canadiens de Montréal | Canadiens de Montréal | 2                     | 2                     |                       |                       |  |  |                |                |                |                |
|  | 20 et 23 mars          |                        |                       |                       | Canadiens de Montréal | Canadiens de Montréal | 2                     | 2                     |                       |                       |  |  |                |                |                |                |
|  |                        |                        | Rangers de New York   | Rangers de New York   | 0                     | 0                     |                       |                       |                       |                       |  |  |                |                |                |                |
|  | Sénateurs d'Ottawa     | Sénateurs d'Ottawa     | Rangers de New York   | Rangers de New York   | 0                     | 0                     | 3                     | 3                     |                       |                       |  |  |                |                |                |                |
|  | Sénateurs d'Ottawa     | Sénateurs d'Ottawa     |                       |                       |                       |                       |                       | 3                     |                       |                       |  |  |                |                |                |                |
|  | Rangers de New York    | Rangers de New York    | 6                     | 6                     |                       |                       |                       |                       |                       |                       |  |  |                |                |                |                |
|  | Rangers de New York    | Rangers de New York    | 6                     | 6                     |                       |                       |                       |                       |                       |                       |  |  |                |                |                |                |
|  |                        |                        |                       |                       |                       |                       |                       |                       |                       |                       |  |  |                |                |                |                |

## Résultats détaillés

### Quarts de finale

#### Black Hawks de Chicago contre Canadiens de Montréal
Les Canadiens battent les Black Hawks 1-0 lors du premier match joué à Chicago. Lors du match retour, les Black Hawks mènent 2-1 à l'issue des 60 minutes de temps réglementaire. Les deux équipes étant à égalité 2 buts partout sur l'ensemble des deux matches, il faut jouer des prolongations pour les départager. Après 11 minutes et 53 secondes lors de la 3e prolongation, Howie Morenz égalise pour les Canadiens et permet à son équipe de se qualifier pour les demi-finales.
| 23 mars | Chicago | 0-1 (0-0, 0-0, 0-1) | Montréal | Chicago Stadium 17 746 spectateurs |

| Feuille de match | Feuille de match | Feuille de match | Feuille de match                         | Feuille de match                    |
| ---------------- | ---------------- | ---------------- | ---------------------------------------- | ----------------------------------- |
|                  |                  | 0-1              | Larochelle (Lépine, Leduc) — 47 min 40 s | Arbitrage : Alex Romeril Cy Denneny |
| Gardiner         | Gardiens         | Hainsworth       |                                          | Arbitrage : Alex Romeril Cy Denneny |
|                  |                  |                  |                                          | Arbitrage : Alex Romeril Cy Denneny |
|                  |                  |                  |                                          | Arbitrage : Alex Romeril Cy Denneny |

| 26 mars | Montréal | 2-2 (3 pr) (0-1, 1-1, 0-0, 0-0, 0-0, 1-0) | Chicago | Forum de Montréal |

| Feuille de match | Feuille de match                           | Feuille de match | Feuille de match                                | Feuille de match                    |
| ---------------- | ------------------------------------------ | ---------------- | ----------------------------------------------- | ----------------------------------- |
|                  | Morenz — 29 min 20 s Morenz — 111 min 53 s | 0-1 1-1 1-2 2-2  | Arbour — 1 min 38 s Miller (Cook) — 32 min 49 s | Arbitrage : Cy Denneny Alex Romeril |
| Hainsworth       | Gardiens                                   | Gardiner         |                                                 | Arbitrage : Cy Denneny Alex Romeril |
|                  |                                            |                  |                                                 | Arbitrage : Cy Denneny Alex Romeril |
|                  |                                            |                  |                                                 | Arbitrage : Cy Denneny Alex Romeril |

#### Sénateurs d'Ottawa contre Rangers de New York
Les Rangers battent les Sénateurs 6 buts à 3.
| 20 mars | Ottawa | 1-1 (0-1, 0-0, 1-0) | New York | Auditorium d'Ottawa |

| Feuille de match | Feuille de match    | Feuille de match | Feuille de match       | Feuille de match                      |
| ---------------- | ------------------- | ---------------- | ---------------------- | ------------------------------------- |
|                  | Gagné — 46 min 45 s | 0-1 1-1          | Bourgault — 9 min 45 s | Arbitrage : Cleghorn George Mallinson |
| Connell          | Gardiens            | Roach            |                        | Arbitrage : Cleghorn George Mallinson |
|                  |                     |                  |                        | Arbitrage : Cleghorn George Mallinson |
|                  |                     |                  |                        | Arbitrage : Cleghorn George Mallinson |

| 23 mars | New York | 5-2 (0-1, 2-0, 3-1) | Ottawa | Madison Square Garden |

| Feuille de match | Feuille de match | Feuille de match            | Feuille de match                            | Feuille de match                        |
| ---------------- | --- | --------------------------- | ------------------------------------------- | --------------------------------------- |
|                  | Bu. Cook (Boucher) — 29 min 2 s Boucher (Bi. Cook, Bourgault) — 38 min 2 s Murdoch (Keeling) — 44 min 16 s Murdoch (Keeling) — 45 min 25 s Bu. Cook — 46 min 46 s | 0-1 1-1 2-1 3-1 4-1 5-1 5-2 | Touhey — 8 min Starr (Clancy) — 53 min 26 s | Arbitrage : George Mallinson Daigneault |
| Roach            | Gardiens | Connell                     |                                             | Arbitrage : George Mallinson Daigneault |
|                  | |                             |                                             | Arbitrage : George Mallinson Daigneault |
|                  | |                             |                                             | Arbitrage : George Mallinson Daigneault |

### Demi-finales

#### Maroons de Montréal contre Bruins de Boston
Les Bruins battent les Maroons 3 matches à 1.
| 20 mars | Montréal | 1-2 (3 pr) (0-0, 1-1, 0-0, 0-0, 0-0, 0-1) | Boston | Forum de Montréal |

| Feuille de match | Feuille de match    | Feuille de match | Feuille de match                            | Feuille de match                        |
| ---------------- | ------------------- | ---------------- | ------------------------------------------- | --------------------------------------- |
|                  | Munro — 29 min 41 s | 1-0 1-1 1-2      | Weiland — 32 min 34 s Oliver — 105 min 35 s | Arbitrage : Bert Corbeau Bobby Hewitson |
| Walsh            | Gardiens            | Thompson         |                                             | Arbitrage : Bert Corbeau Bobby Hewitson |
|                  |                     |                  |                                             | Arbitrage : Bert Corbeau Bobby Hewitson |
|                  |                     |                  |                                             | Arbitrage : Bert Corbeau Bobby Hewitson |

| 22 mars | Montréal | 2-4 (0-0, 3-0, 1-2) | Boston | Forum de Montréal 12 500 spectateurs |

| Feuille de match | Feuille de match                                              | Feuille de match        | Feuille de match | Feuille de match                        |
| ---------------- | ------------------------------------------------------------- | ----------------------- | --- | --------------------------------------- |
|                  | Smith (Stewart) — 50 min 7 s Stewart (Trottier) — 53 min 28 s | 0-1 0-2 0-3 1-3 2-3 2-4 | Barry — 24 min Oliver (Barry, Galbraith) — 25 min 35 s Clapper (Weiland) — 27 min 30 s Clapper (Weiland) — 59 min 26 s | Arbitrage : Bobby Hewitson Bert Corbeau |
| Walsh            | Gardiens                                                      | Thompson                | | Arbitrage : Bobby Hewitson Bert Corbeau |
|                  |                                                               |                         | | Arbitrage : Bobby Hewitson Bert Corbeau |
|                  |                                                               |                         | | Arbitrage : Bobby Hewitson Bert Corbeau |

| 25 mars | Boston | 0-1 (2 pr) (0-0, 0-0, 0-0, 0-0, 0-1) | Montréal | Boston Madison Square Garden |

| Feuille de match | Feuille de match | Feuille de match | Feuille de match            | Feuille de match                        |
| ---------------- | ---------------- | ---------------- | --------------------------- | --------------------------------------- |
|                  |                  | 0-1              | Wilcox (Ward) — 96 min 27 s | Arbitrage : Bert Corbeau Bobby Hewitson |
| Thompson         | Gardiens         | Walsh            |                             | Arbitrage : Bert Corbeau Bobby Hewitson |
|                  |                  |                  |                             | Arbitrage : Bert Corbeau Bobby Hewitson |
|                  |                  |                  |                             | Arbitrage : Bert Corbeau Bobby Hewitson |

| 27 mars | Boston | 5-1 (1-0, 1-0, 3-1) | Montréal | Boston Madison Square Garden 16 500 spectateurs |

| Feuille de match | Feuille de match | Feuille de match        | Feuille de match           | Feuille de match                        |
| ---------------- | --- | ----------------------- | -------------------------- | --------------------------------------- |
|                  | Barry (Galbraith) — 15 min 26 s Hitchman (Barry) — 28 min 11 s Carson (Owen) — 46 min 51 s Barry — 51 min 30 s Clapper (Weiland) — 57 min 39 s | 1-0 2-0 3-0 4-0 5-0 5-1 | Munro (Smith) — 59 min 8 s | Arbitrage : Bert Corbeau Bobby Hewitson |
| Thompson         | Gardiens | Walsh                   |                            | Arbitrage : Bert Corbeau Bobby Hewitson |
|                  | |                         |                            | Arbitrage : Bert Corbeau Bobby Hewitson |
|                  | |                         |                            | Arbitrage : Bert Corbeau Bobby Hewitson |

#### Canadiens de Montréal contre Rangers de New York
Les Canadiens battent les Rangers 2 matches à 0.
| 28 mars | Montréal | 2-1 (4 pr) (0-1, 1-0, 0-0, 0-0, 0-0, 0-0, 1-0) | New York | Forum de Montréal |

| Feuille de match | Feuille de match                           | Feuille de match | Feuille de match      | Feuille de match                          |
| ---------------- | ------------------------------------------ | ---------------- | --------------------- | ----------------------------------------- |
|                  | Mondou — 36 min 44 s Rivers — 138 min 52 s | 0-1 1-1 2-1      | Murdoch — 15 min 35 s | Arbitrage : George Mallinson Alex Romeril |
| Hainsworth       | Gardiens                                   | Roach            |                       | Arbitrage : George Mallinson Alex Romeril |
|                  |                                            |                  |                       | Arbitrage : George Mallinson Alex Romeril |
|                  |                                            |                  |                       | Arbitrage : George Mallinson Alex Romeril |

| 30 mars | New York | 0-2 (0-2, 0-0, 0-0) | Montréal | Madison Square Garden 18 000 spectateurs |

| Feuille de match | Feuille de match | Feuille de match | Feuille de match                          | Feuille de match                          |
| ---------------- | ---------------- | ---------------- | ----------------------------------------- | ----------------------------------------- |
|                  |                  | 0-1 0-2          | Wasnie — 14 min 56 s Lépine — 15 min 55 s | Arbitrage : George Mallinson Alex Romeril |
| Roach            | Gardiens         | Hainsworth       |                                           | Arbitrage : George Mallinson Alex Romeril |
|                  |                  |                  |                                           | Arbitrage : George Mallinson Alex Romeril |
|                  |                  |                  |                                           | Arbitrage : George Mallinson Alex Romeril |

### Finale
Les Canadiens de Montréal battent les Bruins de Boston en 2 matches et remportent la Coupe Stanley.
| 1er avril | Boston | 0-3 (0-0, 0-2, 0-1) | Montréal | Boston Madison Square Garden 17 000 spectateurs |

| Feuille de match | Feuille de match | Feuille de match | Feuille de match                                            | Feuille de match                            |
| ---------------- | ---------------- | ---------------- | ----------------------------------------------------------- | ------------------------------------------- |
|                  |                  | 0-1 0-2 0-3      | Leduc — 28 min 43 s S. Mantha — 32 min Lépine — 56 min 27 s | Arbitrage : Bobby Hewitson George Mallinson |
| Thompson         | Gardiens         | Hainsworth       |                                                             | Arbitrage : Bobby Hewitson George Mallinson |
|                  |                  |                  |                                                             | Arbitrage : Bobby Hewitson George Mallinson |
|                  |                  |                  |                                                             | Arbitrage : Bobby Hewitson George Mallinson |

| 3 avril | Montréal | 4-3 (2-0, 2-1, 0-2) | Boston | Forum de Montréal 13 000 spectateurs |

| Feuille de match | Feuille de match                                                                       | Feuille de match            | Feuille de match                                             | Feuille de match                            |
| ---------------- | -------------------------------------------------------------------------------------- | --------------------------- | ------------------------------------------------------------ | ------------------------------------------- |
|                  | McCaffrey — 9 min 8 s Wasnie — 16 min 46 s S. Mantha — 10 min 5 s Morenz — 37 min 50 s | 1-0 2-0 3-0 3-1 4-1 4-2 4-3 | Shore — 36 min 50 s Galbraith — 45 min 55 s Clapper — 48 min | Arbitrage : George Mallinson Bobby Hewitson |
| Hainsworth       | Gardiens                                                                               | Thompson                    |                                                              | Arbitrage : George Mallinson Bobby Hewitson |
|                  |                                                                                        |                             |                                                              | Arbitrage : George Mallinson Bobby Hewitson |
|                  |                                                                                        |                             |                                                              | Arbitrage : George Mallinson Bobby Hewitson |

## Effectif vainqueur
La liste ci-dessous présente l'ensemble des joueurs ayant le droit de faire partie de l'effectif officiel champion de la Coupe Stanley.
- Gardien : George Hainsworth ;
- Défenseurs : Marty Burke, Gerry Carson, Albert Leduc, Georges Mantha, Sylvio Mantha (capitaine) ;
- Ailiers : Aurèle Joliat, Wildor Larochelle, Albert McCaffrey, Armand Mondou, Gus Rivers, Nick Wasnie ;
- Centres : Alfred Lépine, Howie Morenz.